# Koki Kotegawa
Koki Kotegawa (født 12. september 1989) er en japansk fodboldspiller, som spiller for den japanske fodboldklub Oita Trinita.